# Audrey Esparza
Audrey Esparza (Laredo (Texas), 4 maart 1986) is een Amerikaanse actrice. 

## Carrière
Esparza begon in 2011 met acteren in de film Family Practice, waarna zij nog meerdere rollen speelde in films en televisieseries. Zij is onder andere bekend van haar rol als FBI agente Tasha Zapata in de televisieserie Blindspot (2015-2020).

## Filmografie

### Films
Uitgezonderd korte films.
- 2013 Amateurs - als Carmen
- 2011 Family Practice - als Liz Stratton

### Televisieseries
Uitgezonderd eenmalige gastrollen.
- 2022 Power Book IV: Force - als Liliana - 9 afl.
- 2015-2020 Blindspot - als FBI agente Tasha Zapata - 100 afl.
- 2015 Public Morals - als Theresa - 3 afl.
- 2014 Black Box - als Carlotta - 12 afl.
- 2014 Power - als Liliana - 3 afl.

- Library of Congress Control Number: ns2016003836
- Virtual International Authority File: 464147905181079091283
- WorldCat: E39PBJh4vMqdbQXxfPxjTkPbBP